# 施内贝格
施内贝格（德語：Schneeberg，發音：[ˈʃneːˌbɛʁk] ⓘ）是德国萨克森州厄尔士山县的城市，面积23.35平方千米，2023年12月31日人口为14,028人。